# Варшавский учебный округ
Варшавский учебный округ был создан в 1839 году, в его ведении были все общественные и частные ученые и учебные заведения в Царстве Польском, кроме духовных и медицинских. По состоянию на 1913 год в состав округа входили: Варшавская, Калишская, Келецкая, Ломжинская, Люблинская, Петроковская, Плоцкая, Радомская и Сувалкская губернии.

## История
Структура и деятельность округа регламентировалась «Положением о Варшавском учебном округе» от 19 июня 1840 года. На этих основах округ просуществовал до 1861 года, когда он был расформирован.
В 1867 году округ был воссоздан, и просуществовал до 1917 года.
В 1911 году Варшавский округ занимал последнее место в Европейской России. Губернаторы Царства Польского в предреволюционный период отмечали падение количества сельских начальных школ.

## Попечители
Первым попечителем воссозданного в 1867 году Варшавского учебного округа стал тайный советник, юрист Ф. Ф. Витте, который возглавлял округ до своей смерти в 1879 году.
В 1879—1897 г.г. должность попечителя Варшавского учебного округа занимал генерал-майор А. Л. Апухтин, затем, в 1897—1900 г.г. — бывший профессор математики Новороссийского университета В. Н. Лигин. В 1900 году новым попечителем округа стал бывший (1897—1899) ректор Варшавского университета Г. Э. Зенгер. В 1901 году с этого поста он ушёл в товарищи министра народного просвещения, а через год, в 1902 году Зенгер занял и пост министра. В этот период обязанности попечителя округа выполнял историк литературы, профессор И. П. Созонович.
30 мая 1902 года на должность попечителя прибывает А. Н. Шварц, до этого возглавлявший Рижский учебный округ. С началом подъёма Первой русской революции Шварца — профессора-филолога, преподававшего до отъезда в Ригу в Московском университете — срочно отзывают в Москву, чтобы препоручить ему попечительство Московским учебным округом. Вступив в эту должность 6 сентября 1905 года, консервативный по своим взглядам Шварц удерживается в этом кресле лишь 2 месяца. Получив 16 ноября 1905 года статус сенатора, Шварц по приглашению П. А. Столыпина продолжает курировать проблемы учебных заведений, и с 1 января 1908 года занимает пост министра народного просвещения. После Шварца с 1905 по 1911 годы округ возглавлял профессор ботаники В. И. Беляев.
В 1911 году попечителем становится Г. В. Левицкий, прибывший из Вильно, где он на протяжении трёх лет (с 1908 года) управлял Виленским учебным округом. В Варшаве Левицкий также проработал три года, покинув пост попечителя в 1914 году. В 1915—1917 годах последним попечителем округа был князь И. А. Куракин.

## Статистика
По состоянию на 1915 год Варшавский учебный округ насчитывал 6,342 заведения всех типов, в которых обучалось в общей сложности 474,679 учащихся, в том числе начальных школ 3,557 с числом учащихся 279,284. В распределении по административно-территориальным составляющим округа:
- Варшавская губерния: учебных заведений — 855, учащихся — 88,177.
- Калишская губерния: учебных заведений — 563, учащихся — 52,312.
- Келецкая губерния: учебных заведений — 7, учащихся — 34,303.
- Ломжинская губерния: учебных заведений — 512, учащихся — 19,773.
- Люблинская губерния: учебных заведений — 1,117, учащихся — 63,019.
- Петроковская губерния: учебных заведений — 1,786, учащихся — 138,272.
- Плоцкая губерния: учебных заведений — 512, учащихся — 25,287.
- Радомская губерния: учебных заведений — 546, учащихся — 32,623.
- Сувалкская губерния: учебных заведений — 444, учащихся — 20,913.

Распределение учащихся по типам учебных заведений (в числителе — количество учащихся, в знаменателе — число учебных заведений).
| Тип заведения                                                   | 1          | 2          | 3        | 4          | 5          | 6          | 7          | 8          | 9          |
| --------------------------------------------------------------- | ---------- | ---------- | -------- | ---------- | ---------- | ---------- | ---------- | ---------- | ---------- |
| Высшие учебные заведения                                        |            |            |          |            |            |            |            |            |            |
| Медицинские                                                     | 462 1      |            |          |            |            |            |            |            |            |
| Земледельческие                                                 |            |            |          |            | 457 1      |            |            |            |            |
| Технические                                                     | 1,040 1    |            |          |            |            |            |            |            |            |
| Средние учебные заведения                                       |            |            |          |            |            |            |            |            |            |
| Гимназии, прогимназии, институты и лицеи                        | 9,691 27   | 691 3      | 898 5    | 523 2      | 3,204 12   | 3,832 11   | 770 2      | 1,288 4    | 1,894 9    |
| Реальные училища                                                | 1,160 2    | 241 1      |          |            | 94 1       | 329 1      |            |            |            |
| Духовные                                                        | 354 2      |            |          |            | 527 3      |            | 61 1       | 95 1       | 85 1       |
| Педагогические                                                  |            | 69 1       | 166 1    |            | 279 3      | 109 2      | 89 1       | 97 1       | 82 1       |
| Медицинские                                                     | 1,081 3    |            |          |            |            |            |            |            |            |
| Военные                                                         | 574 1      |            |          |            |            |            |            |            |            |
| Лесные и сельскохозяйственные                                   | 279 2      |            |          |            |            |            |            |            |            |
| Технические и ремесленные                                       | 3,629 51   |            | 80 1     | 175 6      | 285 7      | 320 1      | 401 9      | 466 2      |            |
| Коммерческие, торговые и промышленные                           | 7,134 26   | 793 15     |          |            | 165 1      | 1,105 25   | 19 1       | 414 1      | 138 1      |
| Художественные                                                  | 150 1      | 58 1       |          |            |            |            |            | 98 1       |            |
| Курсы для изучения языков                                       | 31 1       |            |          |            |            |            |            |            |            |
| Частные учебные заведения и при церквях иностранных исповеданий | 30,375 275 | 6,674 84   | 1,807 ?  | 1,037 19   | 4,788 62   | 39,527 275 | 4,141 73   | 2,955 42   |            |
| Прочие учебные заведения                                        |            |            |          |            |            |            |            |            |            |
| Училища слепых и глухонемых                                     | 257 1      |            |          |            |            |            |            |            |            |
| Религиозные нехристианские                                      | 11,759 194 |            | 5,013 ?  | 3,187 281  | 6,320 316  | 24,551 614 | 1,987 146  |            | 1,816 143  |
| Начальные учебные заведения                                     |            |            |          |            |            |            |            |            |            |
| Низшие                                                          | 16,982 265 | 43,786 458 | 26,339 ? | 14,851 204 | 46,900 711 | 68,499 857 | 17,819 279 | 27,210 494 | 16,898 289 |

Примечание. Цифрами в столбцах таблицы обозначены административно-территориальные составляющие учебного округа:
- 1 — Варшавская губерния
- 2 — Калишская губерния
- 3 — Келецкая губерния
- 4 — Ломжинская губерния
- 5 — Люблинская губерния
- 6 — Петроковская губерния
- 7 — Плоцкая губерния
- 8 — Радомская губерния
- 9 — Сувалкская губерния